# Костекалде (Фрозиноне)
Костекалде је насеље у Италији у округу Фрозиноне, региону Лацио.
Према процени из 2011. у насељу је живело 68 становника. Насеље се налази на надморској висини од 454 м.